# Гурген-Хачик (цар Васпуракану)
Гурген-Хачик (*Գուրգեն-Խաչիկ, д/н —1003) — 5-й цар Васпуракана з 991 до 1003 року.

## Життєпис
Походив з династії Арцрунідів. Другий син царя Абусахл-Амазаспа. Після смерті батька у 972 році розділив Васпуракан з братами Ашот-Сааком і Сенекерімом, але отримав лише ішханство Артджех. Зберігав вірність братові Ашот-Сааху, який отримав царський титул. Основним завданням було протистояння візантійському наступу на кордони Васпуракану. В ціьому він взаємодіяв з іншими вірменськими ішханами.
У 991 році після смерті брата Ашот-Саака, відсторонив його синів Гагіка і Ашота від влади, сам ставши царем. Втім, він не міг дати ради у стосунках з Візантією та Раввандідами. 1000 року в Тао зустрівся з візантійським імператором Василем II, з яким уклав союзний договір.
У 1002 році візантійці захопили князівство Тайк. Водночас Гурген-хачик зазнав поразки у війні проти Гагіка I, царя Ані, втративши області Коговіт і Цахкотн. У розпал підготовки до нової війни з останнім Гурген-Хачик раптово помер. Трон отримав його молодший брат Сенекерім.

## Родина
- Деренік, ішхан Артджеха з 991 року
- Гагік (д/н—після 972)
- Ашот